# Centaurea taliewii
Centaurea taliewii là một loài thực vật có hoa trong họ Cúc. Loài này được Kleopow mô tả khoa học đầu tiên năm 1927.